# 福田正己
福田 正己（ふくだ まさみ、1944年8月20日 - ）は、日本の地質学者、北海道大学・福山市立大学名誉教授。

## 略歴
埼玉県浦和市（現・さいたま市）出身。東京大学理学部卒、1972年同理学系大学院博士課程満期退学、1981年「凍結時の土中の結合した熱と水の流れに関する実験的研究」で北大理学博士。1974年北海道大学低温科学研究所助手、1986年助教授を経て、1990年教授。2007年定年退官、名誉教授。1995-1997年東京大学理学系研究科流動講座併任教授。1999-2004年放送大学客員教授。2007-2010年アラスカ大学国際北極圏研究センター教授。2011-2015年福山市立大学教授、名誉教授。

## 著書
- 『極北シベリア』岩波新書 1996
- 『マンモス 絶滅の謎からクローン化まで』誠文堂新光社 2017 ※平成30年　厚生労働省「児童福祉文化賞」出版部門受賞

### 共著編
- 『寒冷地域の自然環境』小疇尚, 野上道男共編 北海道大学図書刊行会 1985
- 『基礎雪氷学講座』前野紀一共編 古今書院 1986-2000
- 『北海道・自然のなりたち』石城謙吉共編著 北海道大学図書刊行会 1994
- 『極地の科学 地球環境センサーからの警告』香内晃, 高橋修平共編著 北海道大学図書刊行会 1997
- 『流体的地球像』濱田隆士共著 放送大学教育振興会 2003
- 『日本列島の地球科学 増補・改訂」濱田隆士共著. 放送大学教育振興会 2003
- 『生物集団と地球環境』松本忠夫共編著. 放送大学教育振興会 2007

## 論文
- ＜福田正己